# Mohamad Izzat Khatab
Mohamad Izzat Khatab, né le 30 avril 1969 à Damas, est un homme d'affaires franco-syrien.

## Biographie
Mohamad Izzat Khatab tient sa fortune du commerce de pétrole et de phosphate. Sunnite, Mohamad Izzat Khatab est proche de Bassel al-Assad. Après la mort de ce dernier dans un accident de voiture, il s'exile en France.
Il est condamné en Suisse en 2009 pour escroquerie de la compagnie de taxis qu'il dirigeait à Genève.
En 2009, il crée l'ONG « La Syrie pour tous », puis propose un plan de paix (plan Khattab) pour mettre en place une transition politique lors de la guerre civile syrienne.
Par la suite, après l'élection de François Hollande à la présidence de la république française, il se rapproche de Julien Dray et de Hassen Chalghoumi et tente d'avoir ses entrées au sein du pouvoir français. Il est également proche d'Alexandre Benalla.
Soupçonné d'escroquerie et de blanchiment d'argent dès 2019, il est mis en examen en 2021,.